# Oral Selkridge
Oral Armstrong Lincoln Selkridge (ur. 20 sierpnia 1962) – sprinter pochodzący z Antigui i Barbudy. Brał udział w Letnich Igrzyskach Olimpijskich w 1988 roku w Seulu. Startował w biegu przez płotki na 400 metrów i w sztafecie 4 × 400 metrów.
W dzieciństwie przeprowadził się razem z rodziną do Nowego Jorku. Uzyskał tytuł magistra w dziedzinie zarządzania budownictwem na Uniwersytecie w Nowym Jorku.